# Saison 9 de Mes parrains sont magiques
Chronologie
Saison 8 Saison 10
La neuvième saison de Mes parrains sont magiques, ou Tes désirs sont désordres au Québec, est initialement diffusée aux États-Unis le 23 mars 2013 sur Nickelodeon et s'achève le 28 mars 2015.

## Production
Timmy Turner fait pour la première fois connaissance avec un chien magique du nom de Sparky. Le développement de cette saison débute en juin 2012 et s'achève en mars 2013. Il s'agit par ailleurs de la saison la plus longue de la série.

## Épisodes
| No. de série                                                                                   | No. de saison | Titre                                                         | Date de diffusion | Date de diffusion | Code prod. |
| ---------------------------------------------------------------------------------------------- | ------------- | ------------------------------------------------------------- | ----------------- | ----------------- | ---------- |
| 116                                                                                            | 1             | Un toutou magique Fairly OddPet                               | 23 mars 2013      | 8 décembre 2014   | 701        |
| Timmy adopte un chien magique.                                                                 |               |                                                               |                   |                   |            |
| 117                                                                                            | 2a            | Dinklescout Dinklescouts                                      | 14 avril 2013     | 8 décembre 2014   | 702a       |
| Le voisin devient le nouveau chef des scouts.                                                  |               |                                                               |                   |                   |            |
| 117                                                                                            | 2b            | Cosmo de mes rêves I Dream of Cosmo                           | 14 avril 2013     | 8 décembre 2014   | 702b       |
| Cosmo devient amnésique et pense être un génie venu pour accomplir les rêves du père de Timmy. |               |                                                               |                   |                   |            |
| 118                                                                                            | 3a            | Le Glacier futé Turner & Pooch                                | 4 mai 2013        | 8 décembre 2014   | 703a       |
| Crocker veut savoir d'où provient la source de magie des Turner.                               |               |                                                               |                   |                   |            |
| 118                                                                                            | 3b            | L'Abrutisseur Dumbbell Curve                                  | 11 mai 2013       | 8 décembre 2014   | 703b       |
| Timmy devient l'enfant le plus intelligent du monde.                                           |               |                                                               |                   |                   |            |
| 119                                                                                            | 4a            | La Terrible Étape des 2 ans The Terrible Twosome              | 1er juin 2013     | 8 décembre 2014   | 704a       |
| Poof fait ses dents.                                                                           |               |                                                               |                   |                   |            |
| 119                                                                                            | 4b            | Méchante Application App Trap                                 | 8 juin 2013       | 8 décembre 2014   | 704b       |
| Timmy obtient un smartphone.                                                                   |               |                                                               |                   |                   |            |
| 120                                                                                            | 5a            | Une force de la nature Force of Nature                        | 15 juin 2013      | 8 décembre 2014   | 705a       |
| Timmy doit passer l'après-midi à nettoyer le parc.                                             |               |                                                               |                   |                   |            |
| 120                                                                                            | 5b            | Vidéos virales Viral Vidiots                                  | 22 juin 2013      | 8 décembre 2014   | 705b       |
| Crocker kidnappe la mère de Timmy.                                                             |               |                                                               |                   |                   |            |
| 121                                                                                            | 6             | Son parrain est maléfique Scary GodCouple                     | 19 octobre 2013   | 8 décembre 2014   | 706        |
| Vicky devient la marraine de Foop.                                                             |               |                                                               |                   |                   |            |
| 122                                                                                            | 7             | Crocker Académie School of Crock                              | 26 mai 2014       |                   |            |
| Crocker rejoint incognito l'école académique.                                                  |               |                                                               |                   |                   |            |
| 123                                                                                            | 8a            | Cosmonopoly                                                   | 7 juillet 2014    |                   | 711a       |
| Cosmo invente un monopoly.                                                                     |               |                                                               |                   |                   |            |
| 123                                                                                            | 8b            | Les Chiens héros Hero Hound                                   | 7 juillet 2014    |                   | 711b       |
| Sparky devient un super héros.                                                                 |               |                                                               |                   |                   |            |
| 124                                                                                            | 9a            | Un chien peut en cacher un autre A Boy and His Dog-Boy        | 8 juillet 2014    |                   |            |
| Sparky et Timmy échangent leurs corps.                                                         |               |                                                               |                   |                   |            |
| 124                                                                                            | 9b            | Vœux en poudre Crock Blocked                                  | 8 juillet 2014    |                   |            |
| Monsieur Crocker devient invisible.                                                            |               |                                                               |                   |                   |            |
| 125                                                                                            | 10a           | Le Monde de l'émo Finding Emo                                 | 9 juillet 2014    |                   | 708a       |
| Timmy se transforme en Emo pour impressionner une fille.                                       |               |                                                               |                   |                   |            |
| 125                                                                                            | 10b           | SOS poussières Dust Busters                                   | 9 juillet 2014    |                   | 708b       |
| Timmy nettoie sa maison, remplie de poussière.                                                 |               |                                                               |                   |                   |            |
| 126                                                                                            | 11            | Past and Furious The Past and the Furious                     | 11 juillet 2014   |                   |            |
| Timmy change l'histoire du monde et perd rapidement ses parrains.                              |               |                                                               |                   |                   |            |
| 127                                                                                            | 12a           | Mémoire de chien Let Sleeper Dogs Lie                         | 14 juillet 2014   |                   |            |
| Sparky devient le chien de Crocker.                                                            |               |                                                               |                   |                   |            |
| 127                                                                                            | 12b           | Cat-astrophe Cat-Astrophe                                     | 14 juillet 2014   |                   |            |
| Catman prend Sparky pour son ancien ennemi.                                                    |               |                                                               |                   |                   |            |
| 128                                                                                            | 13a           | Transgression Jerk of All Trades                              | 15 juillet 2014   |                   |            |
| Jorgen perd son travail.                                                                       |               |                                                               |                   |                   |            |
| 128                                                                                            | 13b           | Friandises Sparky Snack Attack                                | 15 juillet 2014   |                   |            |
| Monsieur Crocker se sert des friandises de Sparky.                                             |               |                                                               |                   |                   |            |
| 129                                                                                            | 14a           | L'Adénocopieur Turning into Turner                            | 16 juillet 2014   |                   |            |
| L'ADN de Timmy permet à Turner de prendre son apparence.                                       |               |                                                               |                   |                   |            |
| 129                                                                                            | 14b           | À la recherche de la baguette disparue The Wand That Got Away | 16 juillet 2014   |                   |            |
| Cosmo perd sa baguette magique.                                                                |               |                                                               |                   |                   |            |
| 130                                                                                            | 15            | Les Contes terrifiants de Dimmsdale Dimmsdale Tales           | 18 juillet 2014   |                   |            |
| Timmy raconte des histoires terrifiantes.                                                      |               |                                                               |                   |                   |            |
| 131                                                                                            | 16a           | Un amour de chien Love at First Bark                          | 21 juillet 2014   |                   |            |
| Roméo et Juliette entre Sparky et la chienne de Dinkleberg.                                    |               |                                                               |                   |                   |            |
| 131                                                                                            | 16b           | Vingt-quatre heures entre hommes Desperate without Housewives | 21 juillet 2014   |                   |            |
| Les femmes de la planète disparaissent pendant 24 heures.                                      |               |                                                               |                   |                   |            |
| 132                                                                                            | 17a           | Une actrice née Stage Fright                                  | 22 juillet 2014   |                   |            |
| Timmy aide Vicky à vaincre son trac.                                                           |               |                                                               |                   |                   |            |
| 132                                                                                            | 17b           | Dans les égouts Gone Flushin'                                 | 22 juillet 2014   |                   |            |
| Timmy et ses parrains finissent dans les égouts.                                               |               |                                                               |                   |                   |            |
| 133                                                                                            | 18a           | Le Rasoir dans la peau The Bored Identity                     | 23 juillet 2014   |                   | 709a       |
| Le père de Timmy devient agent secret.                                                         |               |                                                               |                   |                   |            |
| 133                                                                                            | 18b           | Country club extrêmement elégant Country Clubbed              | 23 juillet 2014   |                   | 709b       |
| Timmy souhaite devenir très riche.                                                             |               |                                                               |                   |                   |            |
| 134                                                                                            | 19a           | Deux bébés et un couffin Two and a Half Babies                | 25 juillet 2014   |                   | 707a       |
| Foop et Poof prennent soin d'un objet.                                                         |               |                                                               |                   |                   |            |
| 134                                                                                            | 19b           | À la péri-féerie Anchor's Away                                | 25 juillet 2014   |                   | 707b       |
| Le père de Timmy présente la météo.                                                            |               |                                                               |                   |                   |            |
| 135                                                                                            | 20a           | Chien à louer Dog Gone                                        | 28 juillet 2014   |                   | 710a       |
| Le père de Timmy refuse de vendre Sparky à son patron.                                         |               |                                                               |                   |                   |            |
| 135                                                                                            | 20b           | Les Ancêtres de Timmy Turner Back Time                        | 28 juillet 2014   |                   | 710b       |
| Timmy change son propre passé et perd ses parrains.                                            |               |                                                               |                   |                   |            |
| 136                                                                                            | 21a           | Le Petit Train des loufoques Weirdos on a Train               | 29 juillet 2014   |                   |            |
| Crocker et Dinkleberg passent un pacte.                                                        |               |                                                               |                   |                   |            |
| 136                                                                                            | 21b           | Des tonnes de Timmy Tons of Timmys                            | 29 juillet 2014   |                   |            |
| Timmy est à nouveau cloné à l'infini.                                                          |               |                                                               |                   |                   |            |
| 137                                                                                            | 22a           | Canards boiteux Lame Ducks                                    | 30 juillet 2014   |                   |            |
| Timmy, son père et Dinkleberg deviennent détectives.                                           |               |                                                               |                   |                   |            |
| 137                                                                                            | 22b           | Parfait Cauchemar A Perfect Nightmare                         | 30 juillet 2014   |                   |            |
| Timmy hérite d'une famille parfaite.                                                           |               |                                                               |                   |                   |            |
| 138                                                                                            | 23            | Contes de fées étrangement étranges Fairly Odd Fairy Tales    | 1er août 2014     |                   |            |
| Wanda lit des contes de fée à Poof.                                                            |               |                                                               |                   |                   |            |
| 139                                                                                            | 24            | Le Pire Ennemi de l'homme Man's Worst Friend                  | 8 février 2014    |                   |            |
| Foop remplace Sparky par son double maléfique.                                                 |               |                                                               |                   |                   |            |
| 140                                                                                            | 25            | Madame Crocker et son parrain Fairly Old Parent               | 28 mars 2015      |                   |            |
| Poof devient le parrain de Madame Crocker.                                                     |               |                                                               |                   |                   |            |
| 141                                                                                            | 26            | Cosmo à l'école des parrains The Fairy Beginning              | 28 mars 2015      |                   |            |
| Cosmo doit repasser un examen.                                                                 |               |                                                               |                   |                   |            |